# Xian de Fuliang
Le xian de Fuliang (浮梁县 ; pinyin : Fúliáng Xiàn) est un district administratif de la province du Jiangxi en Chine. Il est placé sous la juridiction de la ville-préfecture de Jingdezhen.

## Démographie
La population du district était de 270 735 habitants en 1999.